# Diversione biliopancreatica
La diversione biliopancreatica è un intervento di chirurgia bariatrica di tipo malassorbitivo che permette una riduzione dell'assorbimento intestinale di grassi e amidi, ma non quello di zuccheri semplici contenuti in frutta, dolci, bibite zuccherate, di latte e di alcool.

## Procedura chirurgica
La diversione biliopancreatica può essere realizzata seguendo tre differenti tecniche
- Secondo Scopinaro: messa in pratica per la prima volta nel 1979, rappresenta l'intervento malassorbitivo più diffuso. Consiste nella resezione di una parte di stomaco e nell'asportazione della colecisti per ovviare al problema della formazione di calcoli. Lo stomaco rimanente, inoltre, viene collegato con il tratto dell'intestino tenue precedentemente sezionato a 2.5-3 metri dalla valvola ileo-cecale (che andrà a formare il "tratto alimentare"). Il restante tratto intestinale escluso dal transito del cibo (tratto biliopancreatico) viene attaccato con il "tratto alimentare" a 50 cm dalla valvola ileo-cecale.
- Duodenal switch: la differenza sostanziale rispetto all'intervento secondo Scopinaro è la resezione gastrica di tipo verticale. Non vengono coinvolti piloro (valvola tra stomaco ed intestino) e un piccolo tratto del duodeno.
- Conservazione dello stomaco: in genere usata in seguito ad un acquisto di peso dopo bendaggio gastrico regolabile. Lo stomaco viene mantenuto nella sua interezza, ma gli viene posizionato un anello che si riassorbe dopo sei mesi circa.

Con la diversione biliopancreatica si ottiene una riduzione del 65/75% circa del peso in eccesso presente nel periodo precedente all'operazione.

## Vantaggi e svantaggi
I vantaggi sono un ottimo calo ponderale ottenuto in breve tempo e per un periodo indefinito; controllo a lungo termine dei valori della sindrome metabolica e dei parametri cardiovascolari; possibilità di operare in laparoscopia; basso coinvolgimento del paziente, il quale può seguire una dieta libera fatta eccezione degli zuccheri semplici.
Gli svantaggi sono la tecnica chirurgica complicata; la necessità di supplementazioni alimentari a vita; le feci e flatulenze molto malodoranti in rapporto alla quantità di cibo ingerito (questo fenomeno tende a diminuire nel giro di pochi anni).

## Rischi
I rischi che potrebbero insorgere a distanza di tempo dopo diversione biliopancreatica sono:
- Carenza proteica che nelle forme più gravi, ma rare, può richiedere una revisione chirurgica dell'intervento
- Carenza di ferro e/o Vitamina B12 e/o acido folico che può essere tenuta sotto controllo con la somministrazione o per via orale o intramuscolo o endovena delle sostanze carenti, a seconda della gravità
- Osteoporosi da carenza di calcio che può essere sopperita con l'assunzione di cibo o da compresse di calcio per bocca
- Carenza di vitamine liposolubili ovvero le vitamine A, D, E e K
- Carenza di Tiamina
- Ulcera tra stomaco ed intestino che si previene o corregge con terapia
- Diarrea che nei casi più gravi, ma rari, può richiedere una revisione chirurgica
- Raramente comparsa di emorroidi, ragadi e altre malattie della regione anale

Su 13.871 interventi raccolti nel Registro Italiano della Società Italiana di Chirurgia dell'Obesità e delle Malattie metaboliche (S.I.C.OB.) la mortalità operatoria è stata dello 0.8% nelle diversioni bilio-pancreatiche.